# Rym składany
Rym składany – zestawienie rymowe, w którym przynajmniej jeden element współbrzmienia złożony jest z głosek należących do dwóch różnych wyrazów. Rymy takie mają walor humorystyczny. Chętnie je stosował Bruno Jasieński. W Słowie o Jakubie Szeli występują na przykład współbrzmienia: prze go - najlepszego, konwie - stron wie,  starł wnet - klarnet, w dno wrósł - powróz. Rymy składane stosował w przekładach Stanisław Barańczak.